# Тёмная вода (фильм, 2005)
«Тёмная вода» (англ. Dark Water), иногда переводится как «Тёмные во́ды» — фильм ужасов бразильского режиссёра Вальтера Саллеса по рассказу Кодзи Судзуки.
Ремейк одноимённого японского фильма 2002 года.
Рейтинг MPAA: PG-13.
Теглайн фильма: «Dark water conceals darker secrets» — «Тёмные воды скрывают тёмные тайны».

## Сюжет
Жизнь Далии Уильямс (Дженнифер Коннелли) рушится. Она разводится с мужем и, пытаясь начать всё сначала, вместе с маленькой дочерью переезжает в дешёвый район Нью-Йорка, где устраивается на низкооплачиваемую работу. Тем не менее, муж продолжает борьбу за опекунство над дочерью, а в новой квартире начинают происходить загадочные вещи. Странные звуки, постоянно протекающий потолок и загадочные происшествия доводят Далию до истерик. Дочь постоянно твердит о невидимой подруге Наташе и пытается получить забытую кем-то куклу, а подсобный рабочий — мистер Веек, явно что-то скрывает…
Пятно грязной воды на потолке с каждым днём увеличивается, и Далия решает выяснить, в чём дело. Оказывается, в квартире над ней уже давно никто не живёт, однако периодически кран самопроизвольно открывается, от чего происходят постоянные потопы. Впрочем, быть может, это ей только кажется, так как она давно употребляет антидепрессанты. Постепенно грань между реальностью и кошмарами стирается. В ходе развития сюжета Далия выясняет, что этажом выше жила семья с ребёнком того же возраста, что и её дочь, но неожиданно они уехали, оставив девочку одну.
В водонапорной башне на крыше дома Далия обнаруживает тело этой пропавшей девочки. Оказывается, что мистер Веек знал о пропаже Наташи. Его арестовывают по обвинению в убийстве из-за халатности (видимо, он оставил вход на крышу и бак открытыми).
Однако в конце фильма дух покинутой родителями девочки (Наташи) показывается, захватывая дочь Далии в заложницы. Наташа требует, чтобы Далия стала её матерью. Дабы спасти свою дочь, Далия соглашается на сделку, перемещаясь в мир призраков. Дочь Далии остаётся с отцом.

## В ролях
| Актёр               | Роль                                          |
| ------------------- | --------------------------------------------- |
| Дженнифер Коннелли  | Далия Вильямс                                 |
| Джон К. Рейли       | мистер Мюррей (владелец апартаментов)         |
| Ариэль Гейд         | Сесилия «Сеси» Вильямс                        |
| Перла Хэйни-Джардин | Наташа / молодая Далия                        |
| Тим Рот             | Джеф Платцер (адвокат Далии)                  |
| Дугрей Скотт        | Кайл Вильямс (бывший муж Далии, отец Сесилии) |
| Пит Постлетуэйт     | мистер Веек (служащий)                        |
| Камрин Менхейм      | учительница                                   |

## Сравнение американской и японской версий

### Соответствие персонажей
- Наташа — Мицуко
- Сесилия — Икуко
- мать предыдущей: Далия — Ёсими
- работник-универсал: мистер Веек — Камия

### Отличия между сюжетами
- В японской версии, Ёсими умирает вместе с Мицуко в лифте, в американской — в ванной комнате. В американской версии Наташа явно угрожает Сесилии смертью, если Далия не удочерит её, в то время как в японской она всего лишь попадает в ловушку.
- В конце фильма Икуко возвращается в апартаменты и видит мать уже в подростковом возрасте, Сесилия же встречает её в лифте три недели спустя.
- Камия в японской версии не попадает в тюрьму (хотя последняя запись в журнале проверок водонапорной башни совпадает с исчезновением Мицуко) и вообще является второстепенным персонажем
- Подозрительные подростки отсутствуют в японской версии
- Лицо Мицуко более расплывчато, чем лицо Наташи, и она носит жёлтый плащ, в отличие от красной одежды Наташи.
- Отец Наташи, по словам персонажей, русский.

## Прокат
Премьеры:
- В мире: 27 июня 2005
- В России: 13 октября 2005